# جزیره پریم

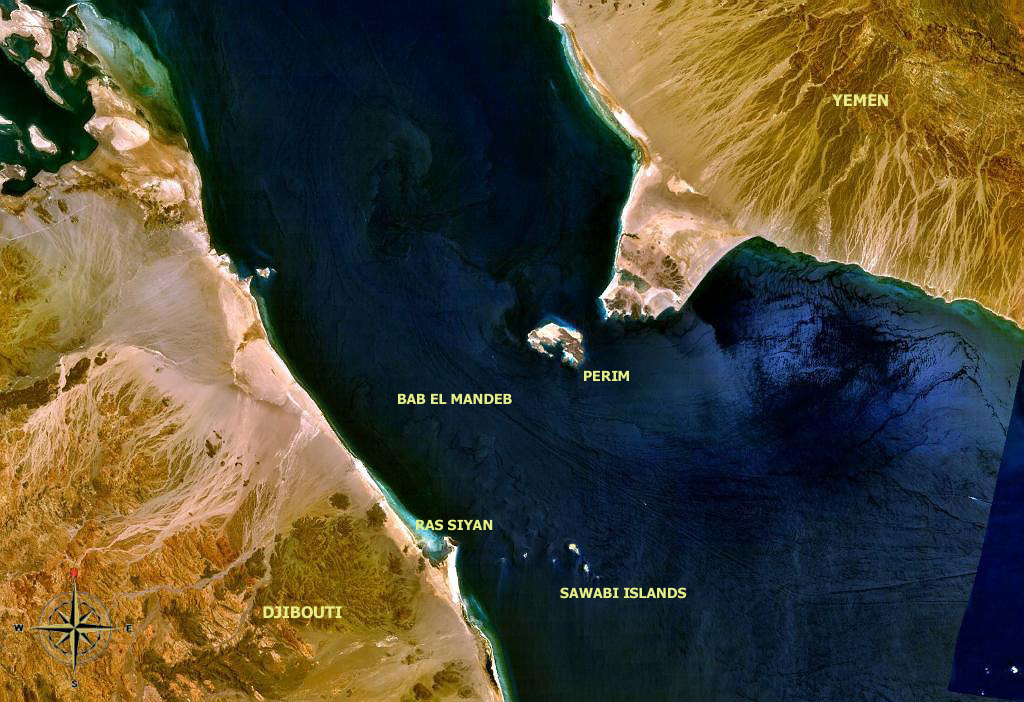
منطقه باب‌المندب و توضیحات آن

پریم (عربی: بريم) یا میون (Mayyun) جزیره‌ای آتشفشانی در تنگه باب‌المندب واقع در ورودی جنوبی دریای سرخ است که در امتداد ساحل جنوب غربی یمن قرار داشته و متعلق به این کشور است. جزیره پریم باب‌المندب را به دو آبراه تقسیم کرده‌است. این جزیره به دلیل متصل کردن شرق و غرب جهان یکی از چند نقطه استراتژیک جهان است و به همین دلیل از ۱۸۵۷ تا ۱۹۶۷ در اشغال بریتانیا بود.
نبود آب شیرین در جزیره همواره یکی از مشکلات اصلی و مانع استقرار دائمی در این سرزمین بوده‌است. اگرچه گاهی اوقات باران‌های شدیدی می‌بارد، اما ممکن است عدم بارش تا هشت ماه یا بیشتر ادامه داشته باشد. میانگین بارندگی بلند مدت (در سالهای ۱۸۲۱–۱۹۱۲) حدود ۶۰ میلیمتر (۲٫۴ اینچ) در سال بود، در پریم پوشش گیاهی بسیار کمیاب است.

### جنگ داخلی یمن ۲۰۱۵
پس از تصرف یمن توسط حوثی‌ها، این نیروها برای تسلط بر جزیره پریم به منظور تقویت نفوذ خود و دسترسی به مسیر مهم تجاری تنگه باب المندب اقدام به اشغال جزیره کردند. اکثر ساکنان بومی پریم که تعداد آنها به ۴۵۰۰ نفر می‌رسید در زمان جدا شدن ایالت‌های اقماری بریتانیا و اتحاد جماهیر شوروی از جزیره اخراج شدند و جزیره به یک پایگاه نظامی بدل گشت. پس از آغاز جنگ داخلی یمن در سال ۲۰۱۵، برخی از ساکنان اصلی محل سکونت پریم به مداخله سعودی‌ها در یمن پیوستند تا جزیره را از حوثی‌ها پس بگیرند. ساکنان محلی یمن با حمایت نیروهای مسلح امارات متحده عربی به حوثی‌ها حمله کردند. ساکنان بومی جزیره پریم سرانجام توانستند حوثی‌ها را در نبرد خشنی که چند ساعت به طول انجامید و منجر به تخریب نیروگاه شد، شکست دادند. حوثی‌ها ائتلاف تحت رهبری عربستان را متجاوز اعلام کردند. حوثی‌ها تعداد زیادی مین در جزیره کار گذاشتند و به گفته رهبر محلی، هنوز موانع زیادی برای بازگشت جزیره به زندگی عادی وجود دارد.

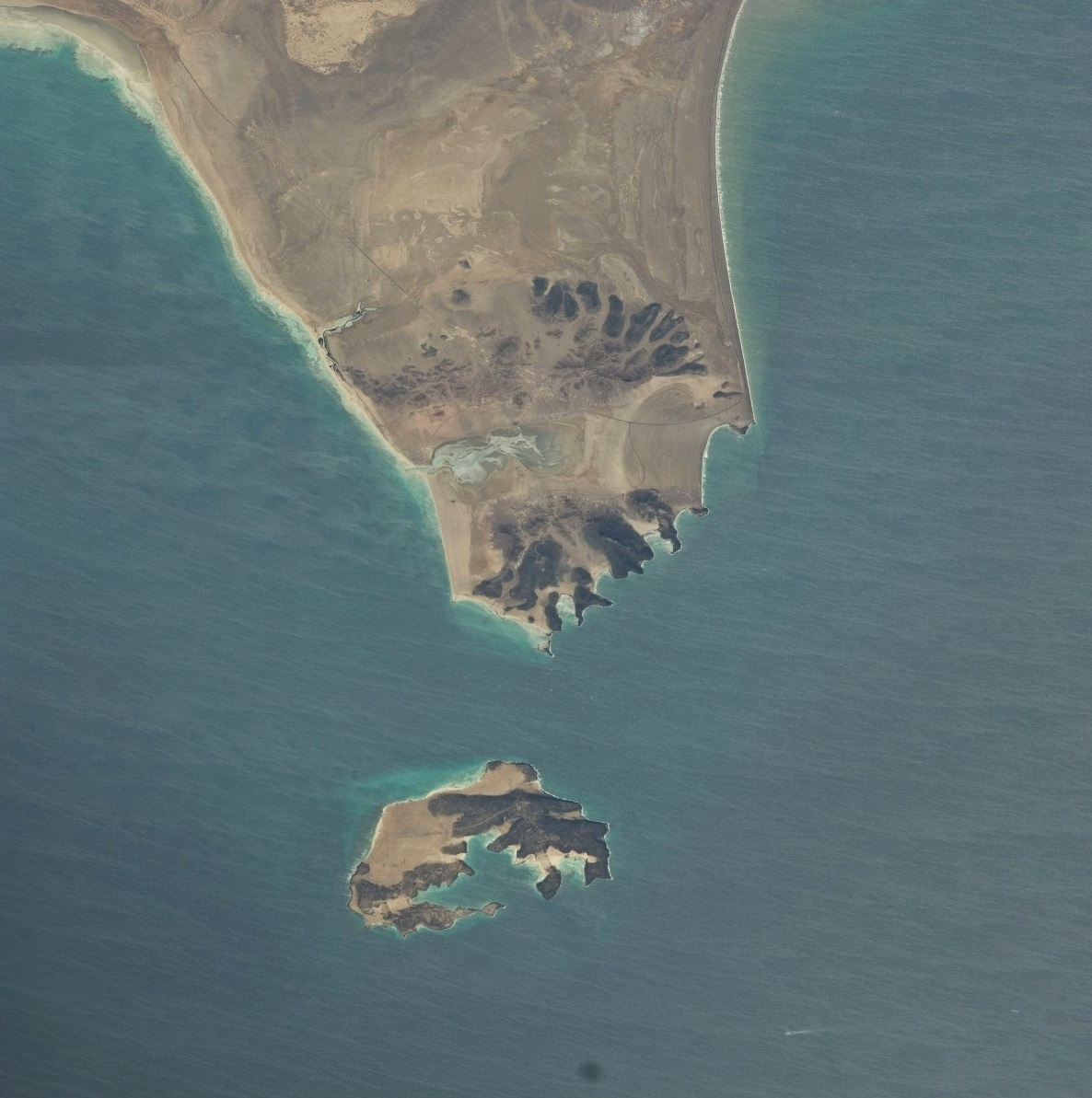
تصویر ماهواره ای که پریم و گذرگاه باب المندب را نشان می‌دهد

مارس ۲۰۲۱ گزارش شد که سال ۲۰۱۶ تلاش برای ایجاد یک پایگاه هوایی در شمال جزیره با باند فرود ده هزار فوتی (۳۰۰۰ متر) در این جزیره آغاز گردیده. اعتقاد بر این بود که پروژه در سال ۲۰۱۷ با برخی از سازه‌ها و نمای باند قابل مشاهده رها شده‌باشد. تصاویر ماهواره ای فوریه ۲۰۲۱ نشان داد که کار ساخت باندی ۶۰۰۰ فوتی (۱۸۰۰ متر) در جزیره کلید خورده. این که چه کسی و با چه هدفی ساخت و ساز را انجام می‌دهد، مشخص نیست. در ماه مه ۲۰۲۱ مقامات نظامی یمن اعلام کردند که امارات متحده عربی در حال ساخت این باند پرواز است. با این حال، براساس بیانیه ای در خبرگزاری دولتی عربستان سعودی (SPA)، متعاقباً گزارش شد که ساخت و ساز توسط ائتلاف تحت رهبری عربستان برای تأمین امنیت منطقه انجام می‌شود.

## پروژه پل یمن-جیبوتی
در سال ۲۰۰۸، یک پروژه بزرگ ۲۰۰ میلیارد دلاری برای ساختن پل بین یمن و جیبوتی که از قاره آسیا را از طریق جزیره پریم به آفریقا متصل می‌کند به نام پل شاخ‌ها توسط یک شرکت مستقر در دوبی، هولدینگ سرمایه‌گذاری النور آغاز شد. این پل در صورت احداث حدود ۲۸٫۵ کیلومتر (۱۷٫۷ مایل) طول می‌داشت که به یکی از طولانی‌ترین پل‌های جهان تبدیل می‌شد. در ژوئن ۲۰۱۰ اعلام شد که شروع ساخت فاز نخست، به طول ۳٫۵ کیلومتر (۲٫۲ مایل) بین سرزمین اصلی یمن و جزیره پریم، تا زمان امضای توافق‌نامه چارچوب بین جیبوتی و یمن به تأخیر افتاد و سپس تا ژانویه ۲۰۲۱، دیگر چیزی در مورد این پروژه شنیده نشده‌است.